# Mosquée Nassir-ol-Molk
La mosquée Nassir-ol-Molk (en persan : مسجد نصیرالملک / Masjed-e Nasir-ol-Molk) est située à Chiraz dans la province de Fars en Iran.

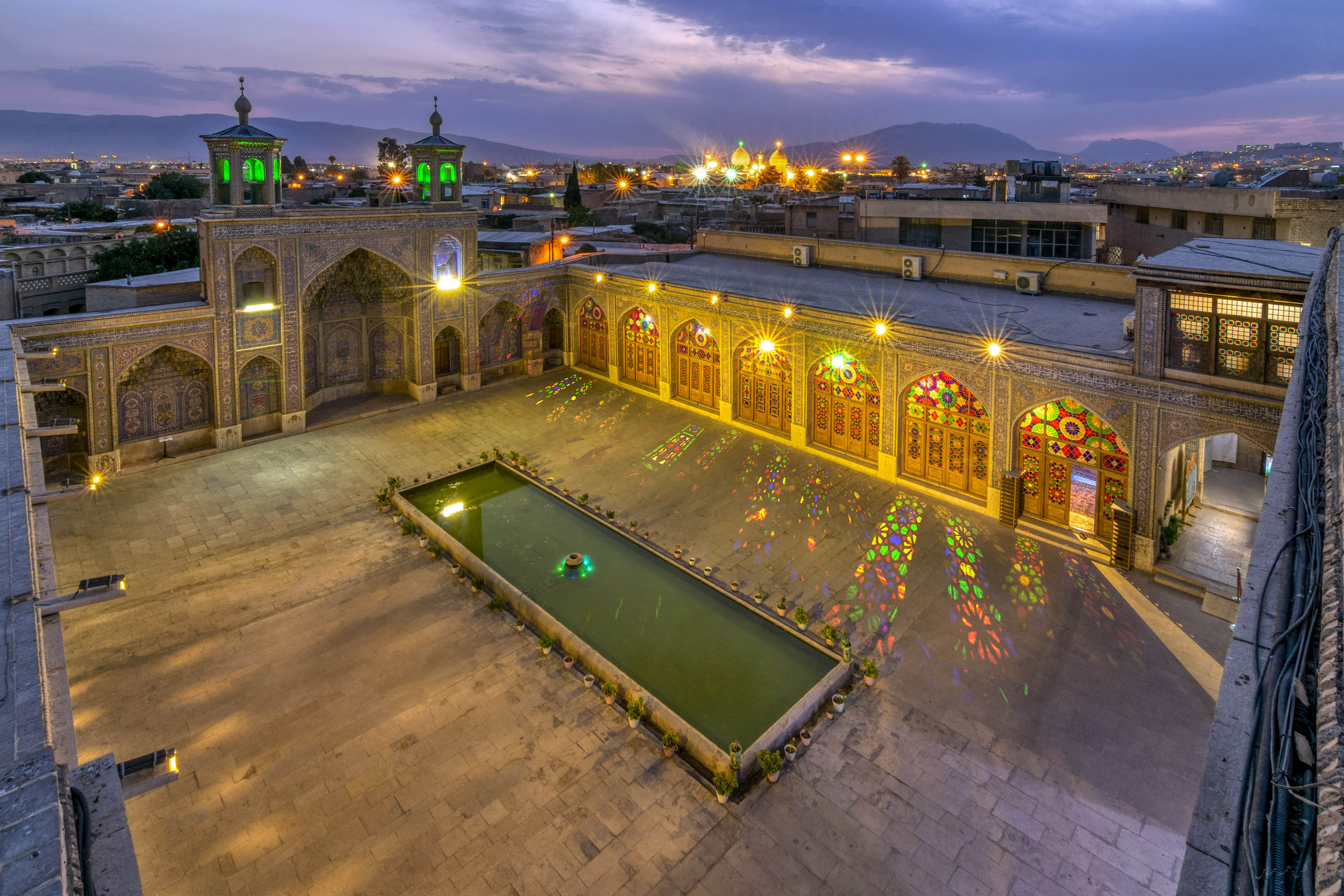
Vue extérieure.

## Historique
Cette mosquée chiite a été construite sur l'ordre de Mirza Hasan Ali Nasir al Molk, l'un des seigneurs de la dynastie kadjar, de 1876 à 1888 pour les femmes. Les concepteurs étaient Muhammad Hasan-e-Memar et Muhammad Reza Kashi Paz-e-Shirazi. La mosquée contient plusieurs vitraux sur sa façade et affiche plusieurs éléments traditionnels tels les panj kāseh-i (« cinq concaves »). 
En 2011, la restauration, la protection et la maintenance de ce monument sont assurées par la Nasir Al-Molk Endowment Foundation, l'une des plus grandes fondations de la province de Fars. En 2011, son directeur est Mahmood Ghavam. La fondation alloue la plus grande partie de ses revenus à l'alimentation des pauvres lors de la passion d'al-Husayn pendant le mois Safar, et à la rénovation et la préservation de la mosquée.[réf. nécessaire]

## Galerie

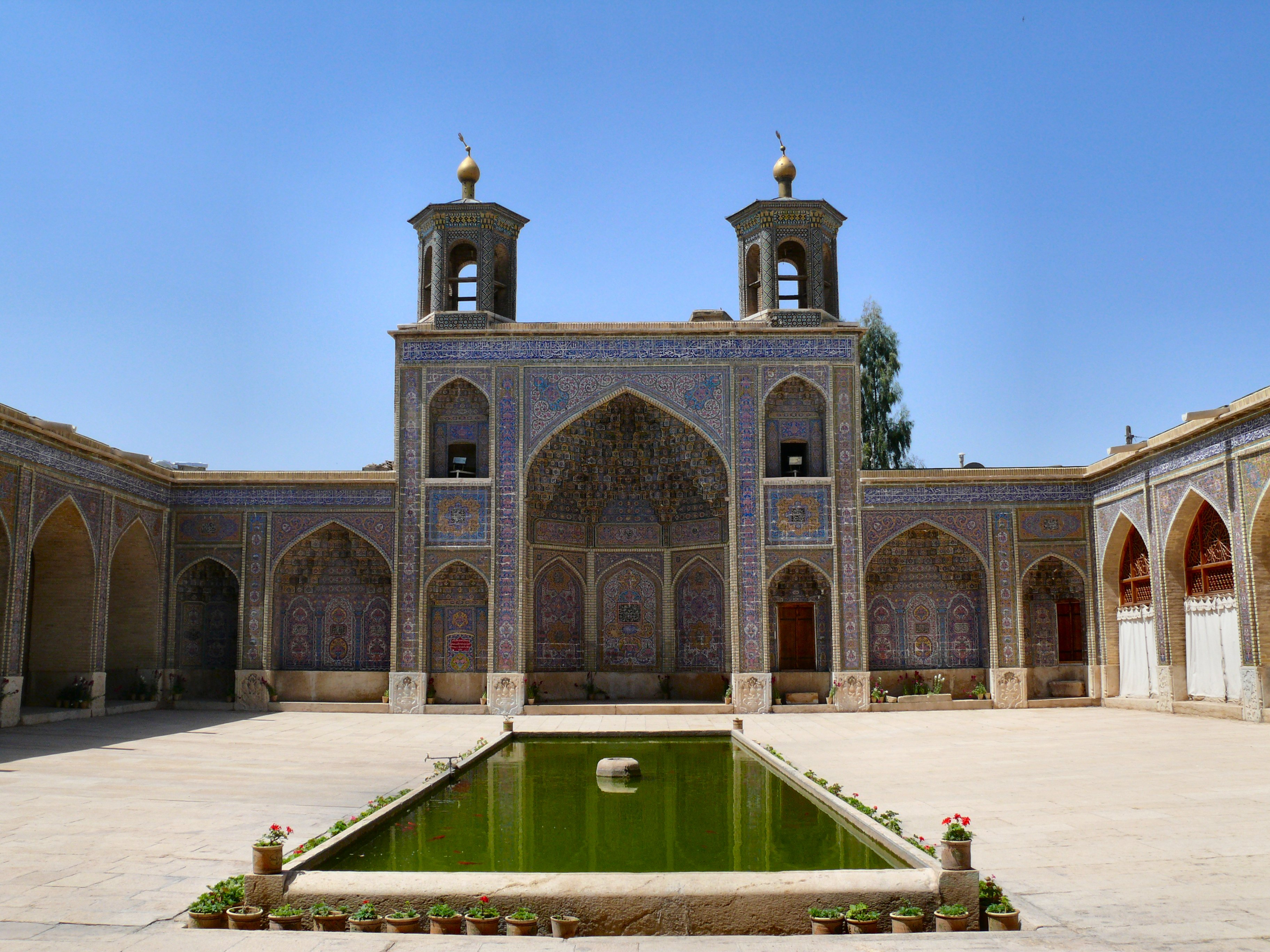
Vue de la cour.
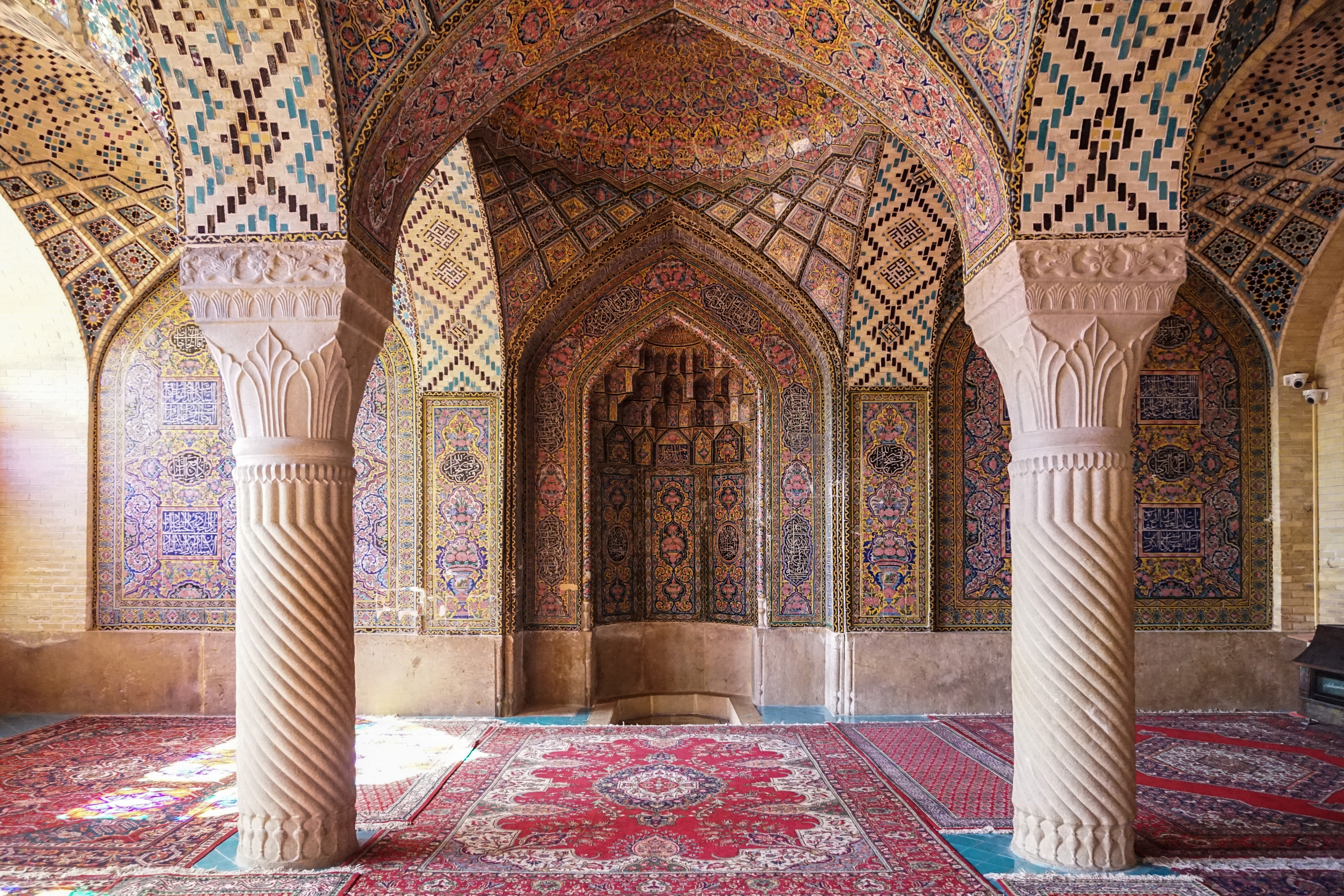
Intérieur de la mosquée.
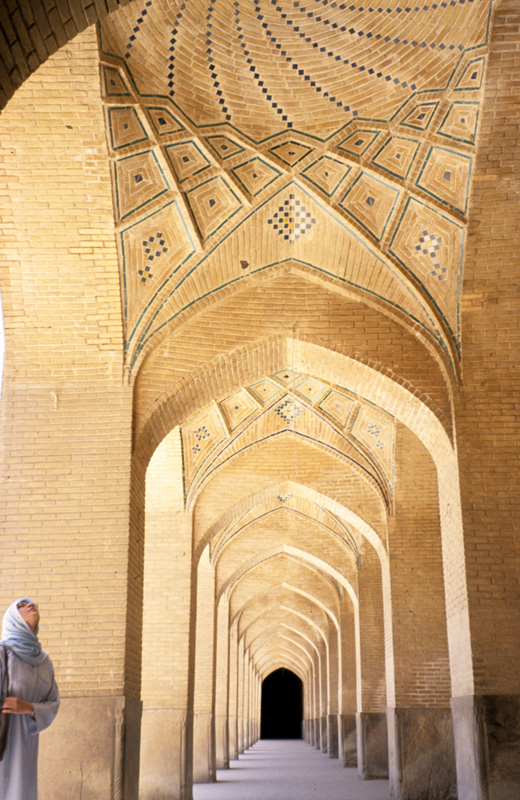
Arcade sud de la mosquée.
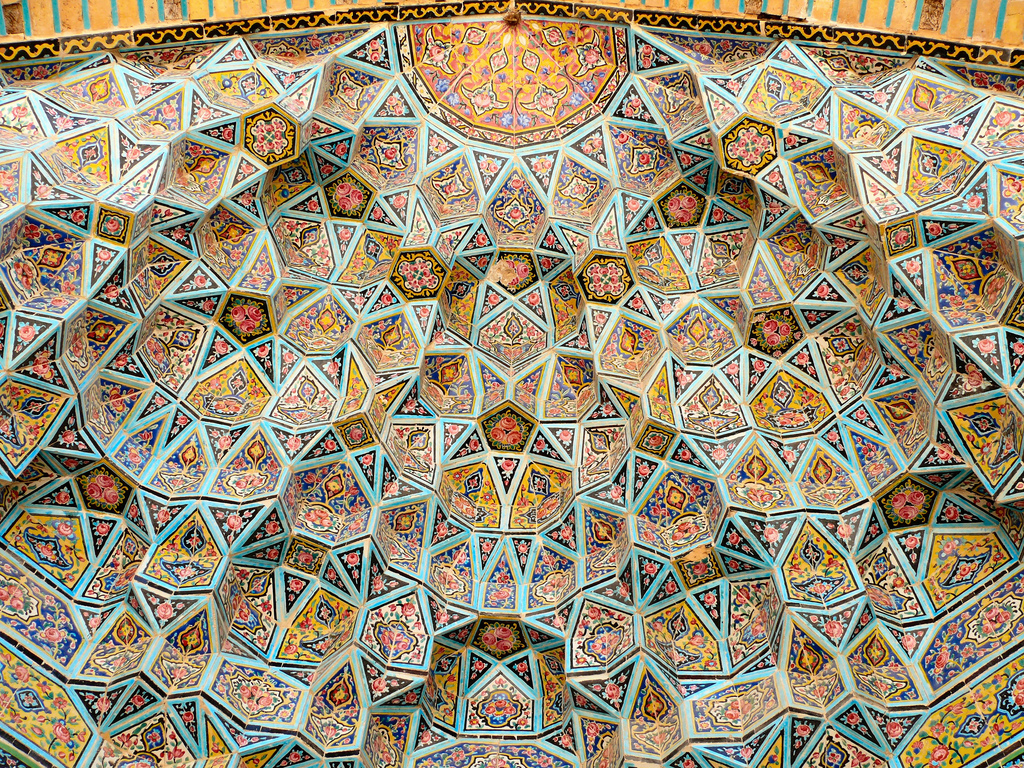
Plafond de l'une des voûtes.
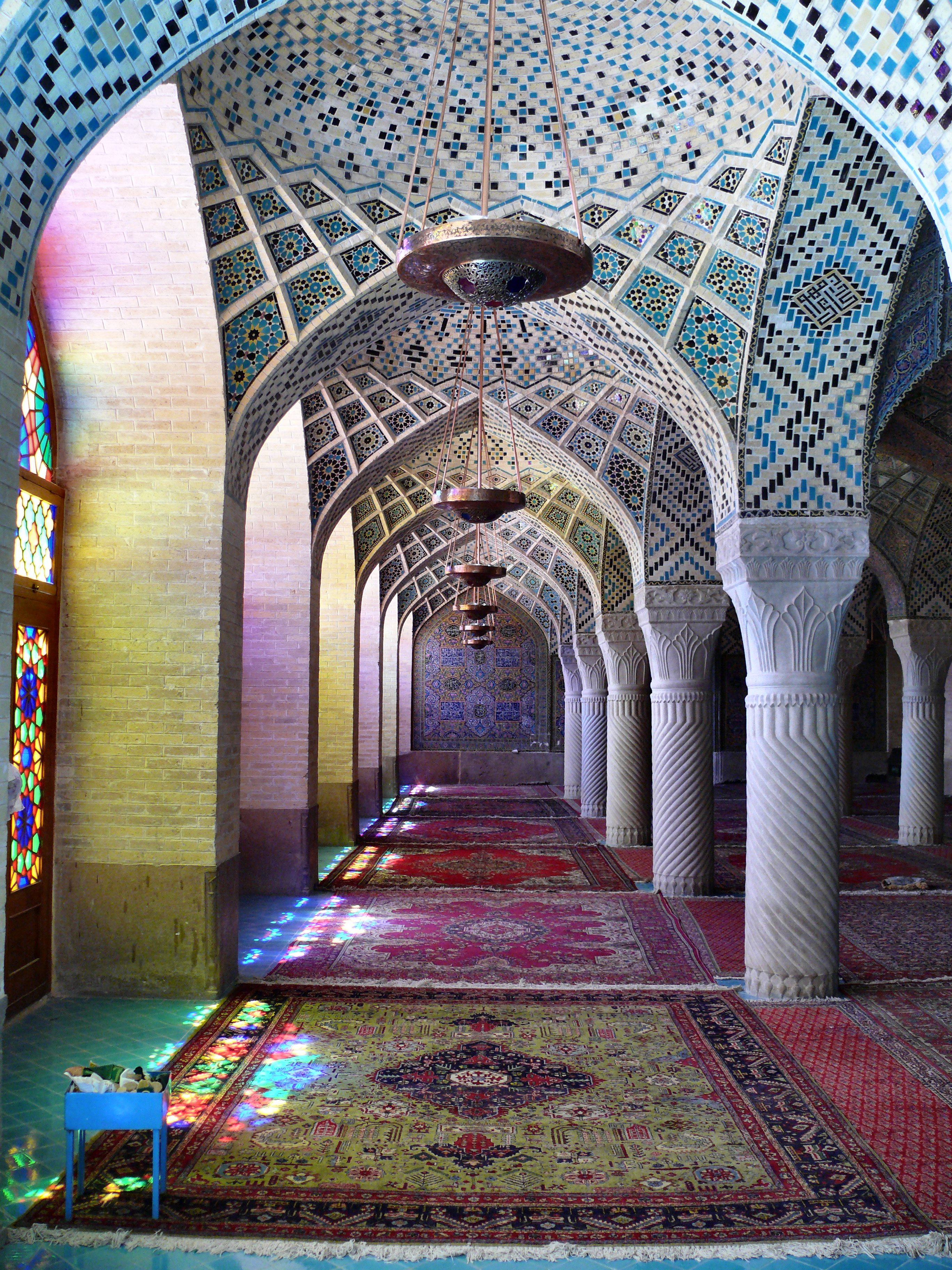
Vue de l'intérieur de la mosquée.
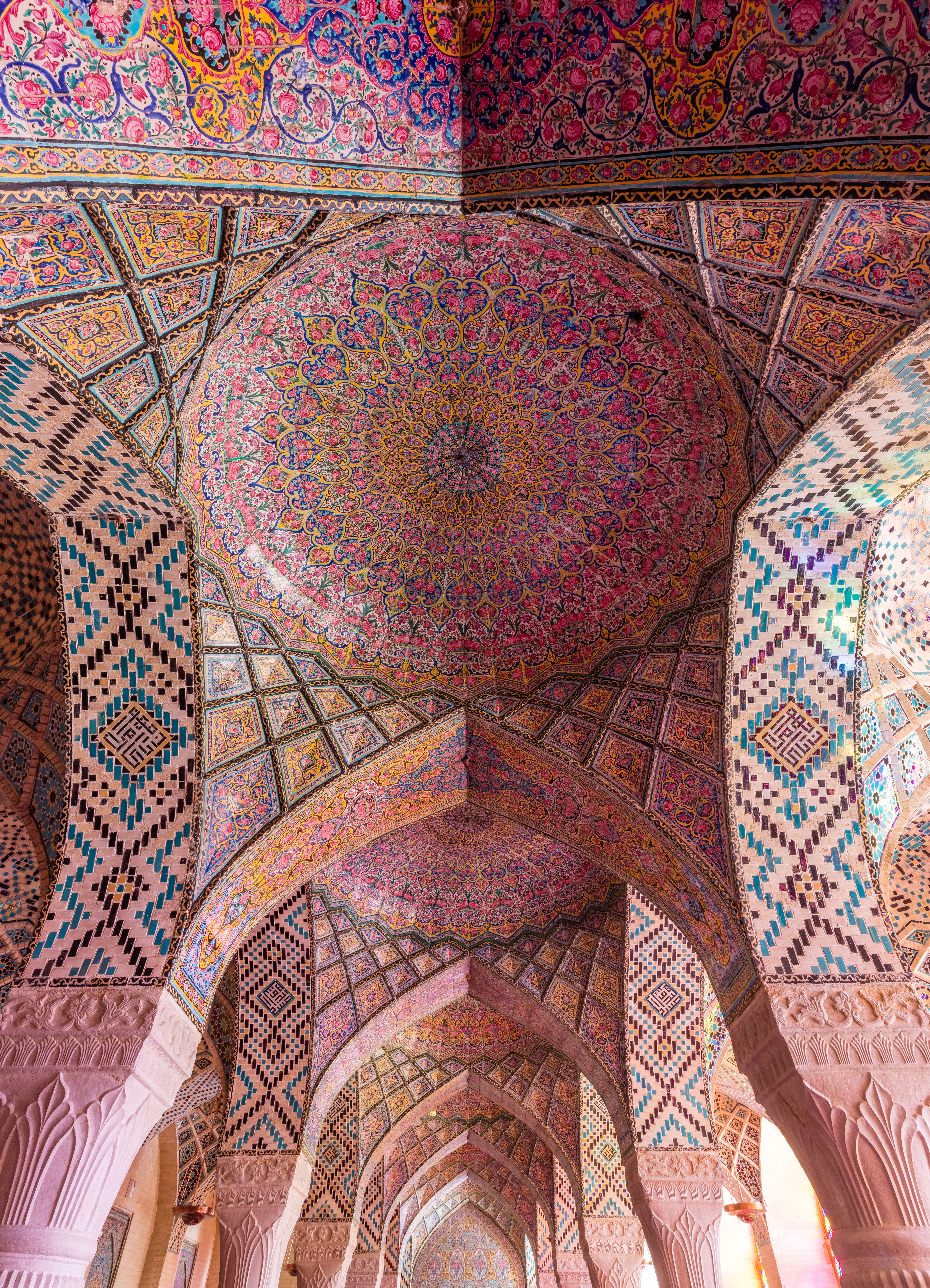
Les arches à l'intérieur de la mosquée, leur couleur lui donnant le nom de mosquée rose.
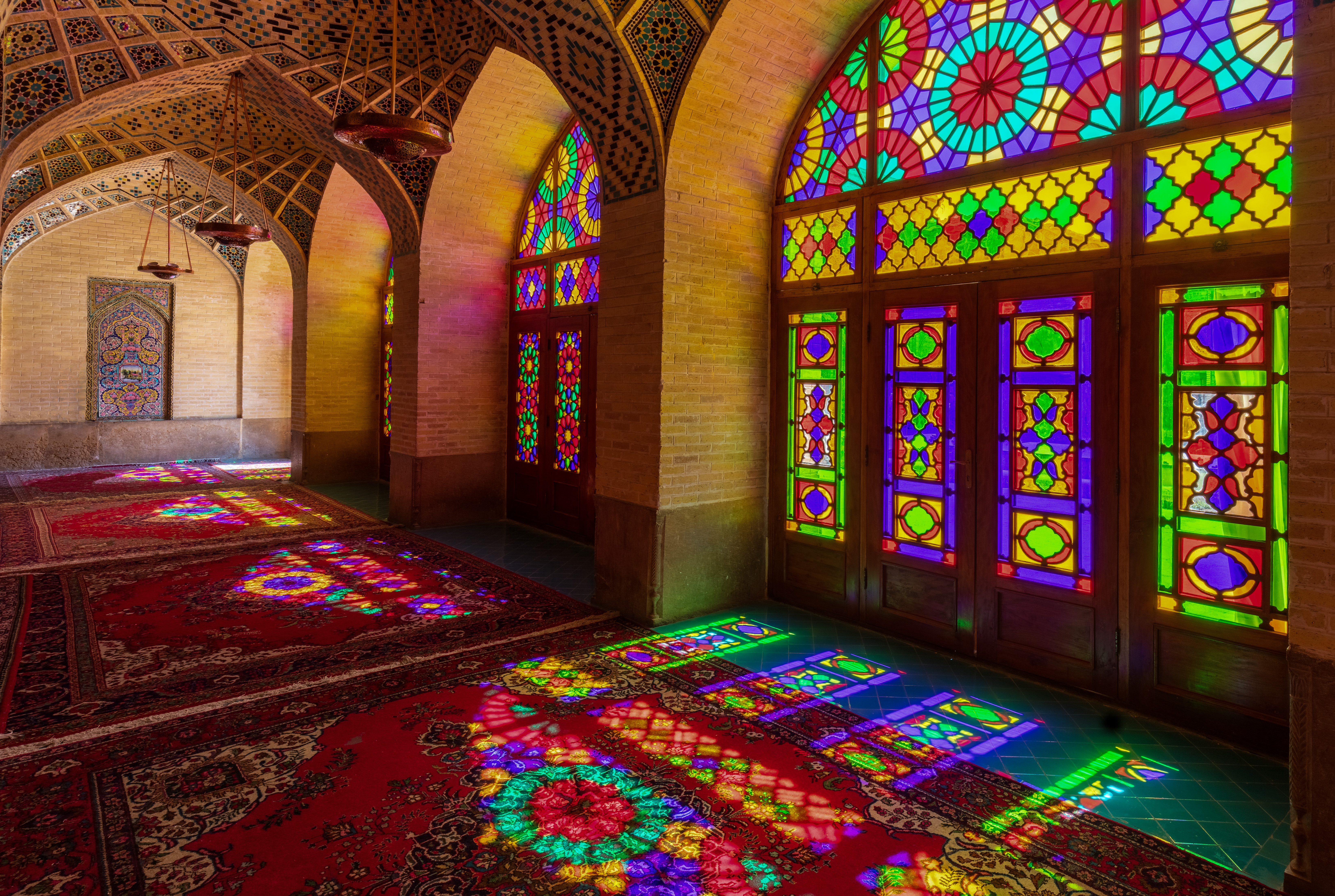
Tapis, lumière, vitraux et colonnade.
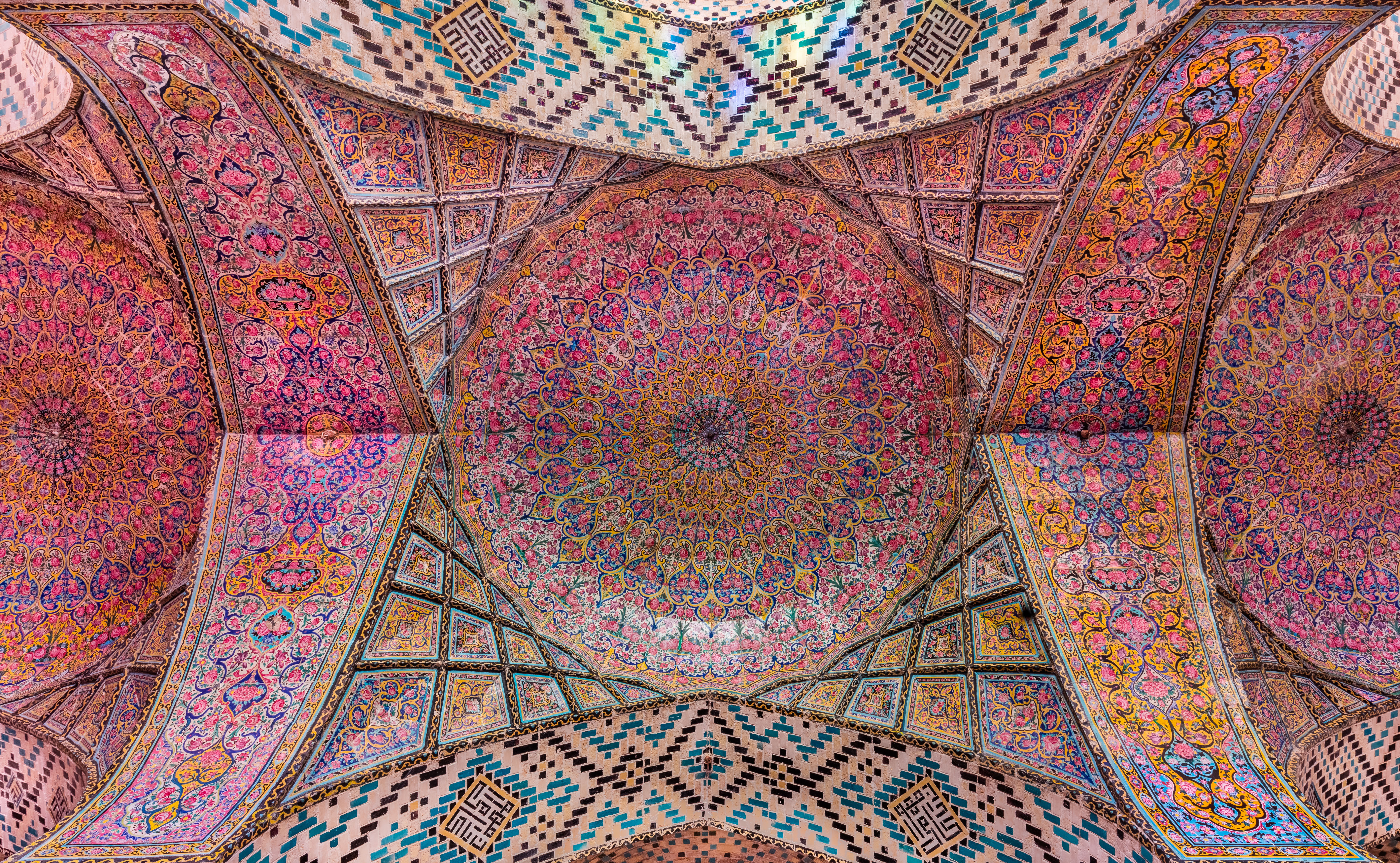
Plafond de la mosquée.
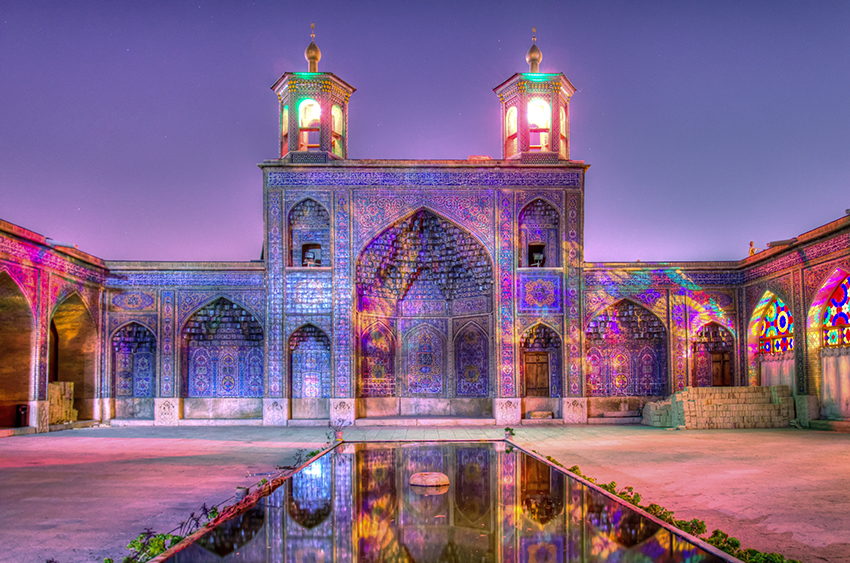
Vue de la cour au crépuscule.